# Völundarkviða

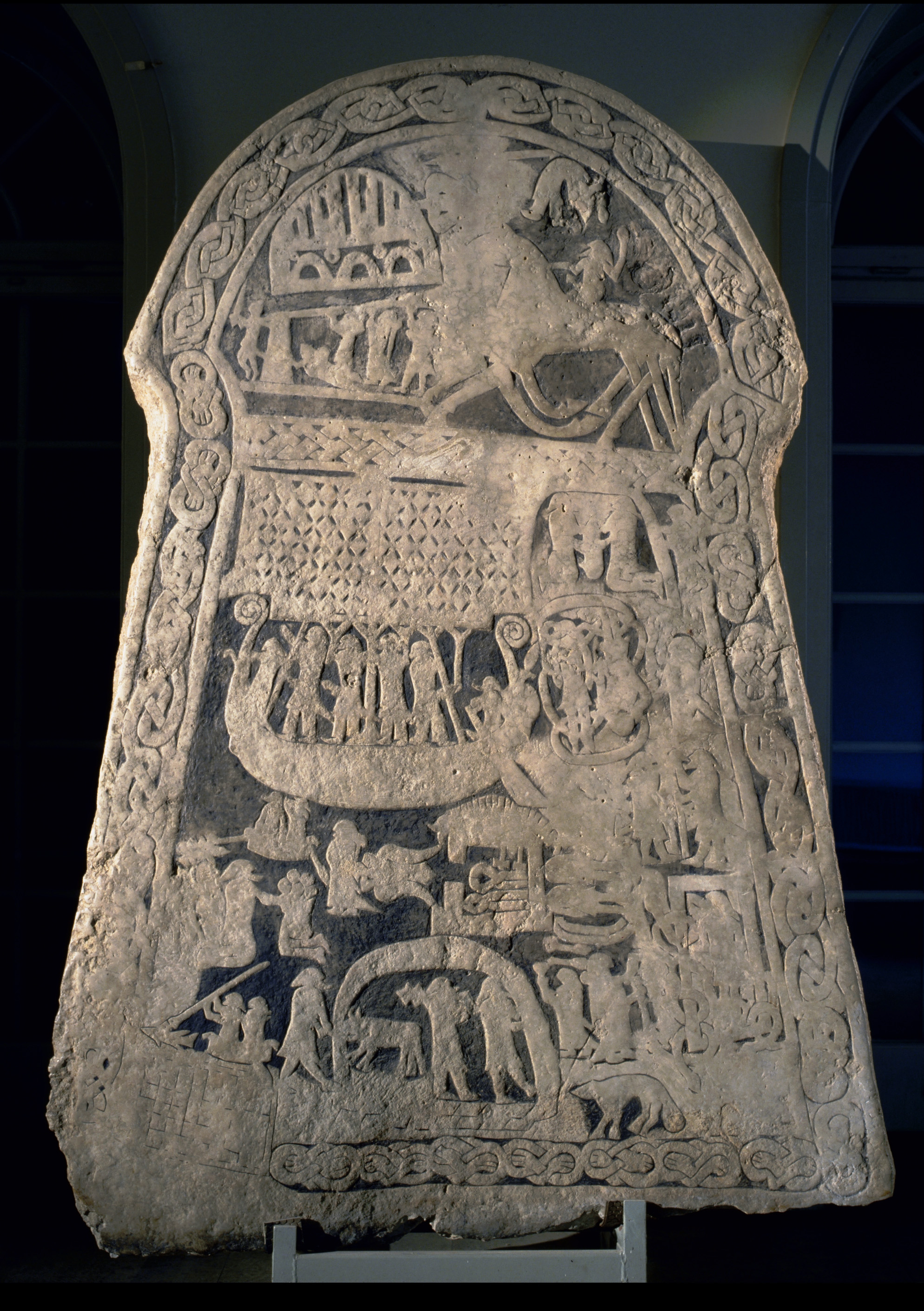
La pierre d'Ardre VIII

La Völundarkvida, ou Völundarkviða en vieux norrois (« Chant de Völund »), est un poème héroïque de l’Edda poétique racontant l'histoire du forgeron Völundr qui, emprisonné sur une île, s'en échappe en volant.
Transmis par le Codex Regius, il se compose de quarante-et-une strophes entrecoupées par trois courts passages en prose.
Ce mythe, également évoqué dans Deor et le Waldere en vieil-anglais comme que dans la Thidrekssaga, rappelle celui de Dédale et du Labyrinthe.

## Récit

### Personnages
| Kiárr | Kiárr | Kiárr | Kiárr | Kiárr | Kiárr |  |  |       |       |       |       |       |       |  |  |          |          |          |          |          |          |  |  | ?        | ?        | ?        | ?        | ?        | ?        |  |  |        |        |        |        |        |        |  |  |         |         |         |         |         |         |   |   | Nídudr   | Nídudr   | Nídudr   | Nídudr   | Nídudr   | Nídudr   |  |  |  |  |  |  |  |  |  |  |  |  |  |  |  |  |  |  |  |  |
| Kiárr | Kiárr | Kiárr | Kiárr | Kiárr | Kiárr |  |  |       |       |       |       |       |       |  |  |          |          |          |          |          |          |  |  | ?        | ?        | ?        | ?        | ?        | ?        |  |  |        |        |        |        |        |        |  |  |         |         |         |         |         |         |   |   | Nídudr   | Nídudr   | Nídudr   | Nídudr   | Nídudr   | Nídudr   |  |  |  |  |  |  |  |  |  |  |  |  |  |  |  |  |  |  |  |  |
|       |       |       |       |       |       |  |  |       |       |       |       |       |       |  |  |          |          |          |          |          |          |  |  |          |          |          |          |          |          |  |  |        |        |        |        |        |        |  |  |         |         |         |         |         |         |   |   |          |          |          |          |          |          |  |  |  |  |  |  |  |  |  |  |  |  |  |  |  |  |  |  |  |  |
| Ölrún | Ölrún | Ölrún | Ölrún | Ölrún | Ölrún |  |  | Egill | Egill | Egill | Egill | Egill | Egill |  |  | Svanhvít | Svanhvít | Svanhvít | Svanhvít | Svanhvít | Svanhvít |  |  | Slagfidr | Slagfidr | Slagfidr | Slagfidr | Slagfidr | Slagfidr |  |  | Alvitr | Alvitr | Alvitr | Alvitr | Alvitr | Alvitr |  |  | Völundr | Völundr | Völundr | Völundr | Völundr | Völundr |   |   | Bödvildr | Bödvildr | Bödvildr | Bödvildr | Bödvildr | Bödvildr |  |  |  |  |  |  |  |  |  |  |  |  |  |  |  |  |  |  |  |  |
| Ölrún | Ölrún | Ölrún | Ölrún | Ölrún | Ölrún |  |  | Egill | Egill | Egill | Egill | Egill | Egill |  |  | Svanhvít | Svanhvít | Svanhvít | Svanhvít | Svanhvít | Svanhvít |  |  | Slagfidr | Slagfidr | Slagfidr | Slagfidr | Slagfidr | Slagfidr |  |  | Alvitr | Alvitr | Alvitr | Alvitr | Alvitr | Alvitr |  |  | Völundr | Völundr | Völundr | Völundr | Völundr | Völundr |   |   | Bödvildr | Bödvildr | Bödvildr | Bödvildr | Bödvildr | Bödvildr |  |  |  |  |  |  |  |  |  |  |  |  |  |  |  |  |  |  |  |  |
|       |       |       |       |       |       |  |  |       |       |       |       |       |       |  |  |          |          |          |          |          |          |  |  |          |          |          |          |          |          |  |  |        |        |        |        |        |        |  |  |         |         |         |         |         |         |   |   |          |          |          |          |          |          |  |  |  |  |  |  |  |  |  |  |  |  |  |  |  |  |  |  |  |  |
|       |       |       |       |       |       |  |  |       |       |       |       |       |       |  |  |          |          |          |          |          |          |  |  |          |          |          |          |          |          |  |  |        |        |        |        |        |        |  |  |         |         |         |         |         |         |   |   |          |          |          |          |          |          |  |  |  |  |  |  |  |  |  |  |  |  |  |  |  |  |  |  |  |  |
|       |       |       |       |       |       |  |  |       |       |       |       |       |       |  |  |          |          |          |          |          |          |  |  | Hlödvér  | Hlödvér  | Hlödvér  | Hlödvér  | Hlödvér  | Hlödvér  |  |  |        |        |        |        |        |        |  |  |         |         |         |         | ?       | ?       | ? | ? | ?        | ?        |          |          |          |          |  |  |  |  |  |  |  |  |  |  |  |  |  |  |  |  |  |  |  |  |

### Résumé

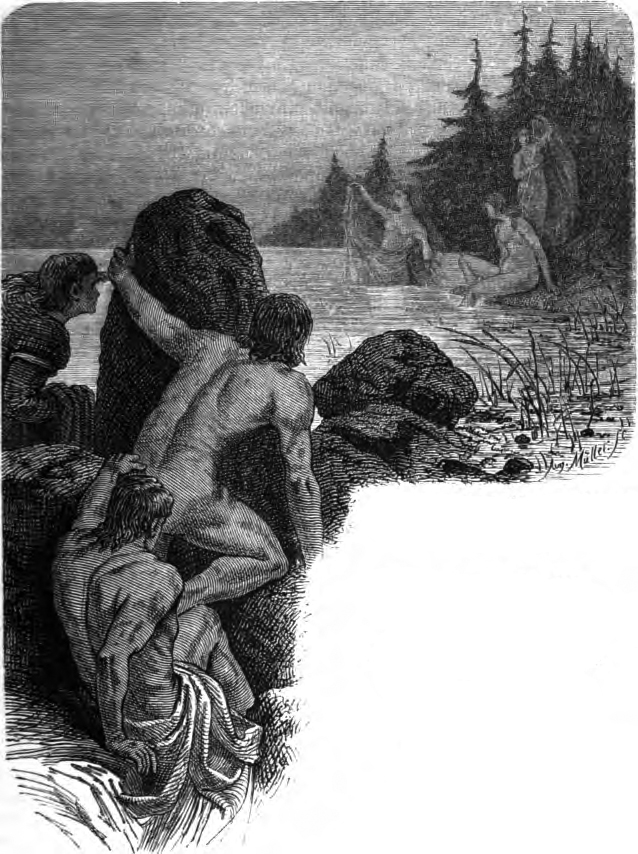
Les trois jeunes forgerons espionnent et conquièrent les trois vierges au bouclier (Friedrich Wilhelm Heine, 1882)

#### Introduction
Le roi des Finnar avait trois fils, Slagfidr, Egill et Völund qui se rendirent un jour à Úlfalar (« Vallées-aux-Loups »). Ils découvrirent au bord du lac Úlfsiár (« Lac-aux-Loups ») trois Valkyries dont la forme de cygne reposait sur la berge. Deux étaient filles de Hlödvér, la troisième de Kiárr. Ils les épousèrent mais elles durent partir après plusieurs hivers. Slagfidr et Egill partirent à leur recherche, Völundr demeurant seul. 

#### 1–17
Il était l'homme le plus habile de ses mains qui fut et attendit le retour de sa femme en forgeant des anneaux d'or rouge. Le roi des Niarar, Nídudr, envoya alors ses hommes voler un de ces anneaux, dont il fit cadeau à sa fille Bödvildr. Völundr est alors endormi par sorcellerie et le roi s'empare de son épée. La femme de Nídudr lui fit couper les tendons des genoux et l'abandonna sur une île, Soevarstadr (« Séjour-de-la-Mer »). Là, le forgeron fut contraint de fabriquer des objets précieux pour le roi.

#### 18–26
Isolé, Völundr conçoit une ruse. Il parvient à faire venir en cachette les fils du roi et leur propose de l'or. Puis, les ayant décapité, fait de leur crâne des coupes, de leurs yeux des gemmes et de leurs dents des broches. Il les offre à Bödvildr, qui se rend à son tour sur l'île pour faire réparer son anneau.

#### 32–41
Völundr l'envoûte alors et abuse d'elle, avant de s'envoler. Il se rend au palais de Nídudr qui s'interroge sur le sort de ses fils, et lui révèle leur mort. Il prétend ensuite que Bödvildr est enceinte, et s'enfuit. Celle-ci ne peut alors que confirmer à son père avoir couché avec le forgeron.

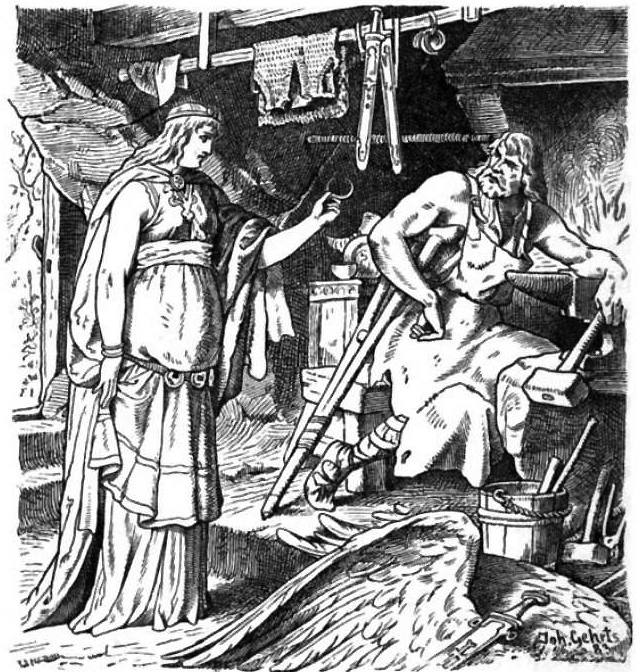
Bödvildr dans la forge de Völundr (Johannes Gehrts, 1883)

### Note
1. ↑  Régis Boyer, L'Edda poétique, L'espace intérieur, Fayard, 1992, p. 567
2. 1 2  Régis Boyer, L'Edda poétique, L'espace intérieur, Fayard, 1992, p. 568
3. ↑  L'introduction en prose mentionne sept hivers, mais les vers en comptent neuf.
4. ↑  Régis Boyer, L'Edda poétique, L'espace intérieur, Fayard, 1992, p. 573
5. ↑  La Völundarkvida est lacunaire à ce sujet. Cependant, la Thidrekssaga, récit en prose plus tardif de cette légende, raconte que Völund se serait fabriqué des ailes avec des plumes d'oies, ce qui expliquerait qu'il parvient à s'enfuir. Carolyn Larrington a toutefois suggéré que l'anneau de Bodvild était peut-être magique et aurait eu la faculté de métamorphoser Völund en cygne (Poetic Edda, Oxford University Press, 1999 [détail de l’édition]).